# Joram
Segons la Bíblia, Joram o Jehoram (en hebreu יהורם בן-יהושפט Yehoram ben Yehoshafat) va ser el cinquè rei de Judà. No s'ha de confondre amb el Jehoram del Regne d'Israel. Va regnar vuit anys entre 848-841 a.n.e. segons la cronologia tradicional, o entre 913-906 a.n.e. segons la cronologia bíblica.

## Successos destacats
Joram era el primogènit de Josafat i va arribar a ser rei de Judà a l'edat de trenta-dos anys. Sembla que va estar associat d'alguna manera amb el seu pare en el regnat durant diversos anys. Durant uns vuit anys, tant el regne septentrional com el meridional (Israel i Judá) van tenir governants amb el mateix nom (Joram o Jehoram). A més eren cunyats, perquè Joram de Judà estava casat amb Atalia, que era filla d'Acab i de Jezabel, i germana de Jehoram d'Israel.
Joram no va seguir els camins del seu pare Josafat, a causa, al menys en part, de la mala influència de la seva esposa Atalia. Joram no només va assassinar els seus sis germans i alguns dels prínceps de Judà, sinó que també va apartar de Jehovà els seus súbdits perquè servissin altres déus. Tot el seu regnat es va caracteritzar tant per disturbis interns com per conflictes externs. Primer Edom i més tard Libnà es van revoltar contra Judà.
Els àrabs i els filisteus van envair Judà i van prendre captius les esposes i els fills de Joram. Únicament es va escapar el fill més jove de Joram, Ahazià.

## Final del regnat
Joram va morir finalment d'una malaltia als budells sense curació. Els seu fill Ahazià el va succeir.